# Ugo Bologna
Ugo Bologna (Milano, 11 settembre 1917 – Roma, 29 gennaio 1998) è stato un attore, doppiatore e militare italiano.

## Biografia
Nacque nel 1917 a Milano, figlio di un impiegato comunale e di una casalinga; dal 1936 si dedicò all'attività di insegnante elementare. Nel 1939 frequentò il corso Allievi Ufficiali di Pola, all'epoca italiana, e nel corso della seconda guerra mondiale combatté come Sottotenente dei Bersaglieri. Partecipò quindi alla campagna di guerra sul fronte russo, inquadrato nel 3º Reggimento Bersaglieri. Nel novembre del 1941, prese parte ai combattimenti di Nikitovka, nel corso dei quali, il 12 novembre, si distinse per il proprio contegno, rimanendo ferito, e guadagnandosi una medaglia di bronzo al valor militare. Fu congedato solo alla fine del conflitto.
Dopo aver abbandonato l'insegnamento nel 1950, cominciò a dedicarsi alla recitazione, collaborando con Isabella Riva, Fantasio Piccoli e Toni Barpi, grazie al quale esordì con un piccolo ruolo nel film Sul cammino dei giganti (1962) di Angio Zane.
Lavorò molto anche in televisione, dove apparve negli sceneggiati Il piccolo Lord (1960), I Buddenbrook (1971), dove fu diretto da Edmo Fenoglio, e Il balordo (1978), girato a fianco di Tino Buazzelli; ma soprattutto nel cinema, lavorò spesso con Paolo Villaggio, come ne Il secondo tragico Fantozzi (1976, in cui interpretava il direttore conte Corrado Maria Lobbiam), Rag. Arturo De Fanti, bancario precario (1980), Fracchia la belva umana (1981), Fantozzi subisce ancora (1983) e Ho vinto la lotteria di capodanno (1989).
Sposato con l'attrice Ada Ruvidotti, fu molto attivo anche nel doppiaggio, fondando a Milano nel 1970 la società C.D.M. (Cooperativa Doppiatori Milanesi), società che però ebbe vita breve in quanto fallì pochi anni dopo per problemi di bilancio. Ha recitato nella celebre collana Fiabe sonore della Fabbri Editori.
Pur affaticato per l'avanzare dell'età, non aveva diradato i suoi impegni. Mentre stava recitando presso il Teatro Valle di Roma in Mercadet l'affarista di Balzac, fu colto da un infarto che lo portò alla morte subito dopo il ricovero in ospedale. Aveva 80 anni. Pochi mesi prima di morire aveva rilasciato un'ampia intervista. Secondo le sue volontà, le ceneri riposano nel cimitero di Bolzano, la città nella quale aveva vissuto molti dei primi anni della sua carriera, e dove aveva trovato moglie.

## Filmografia

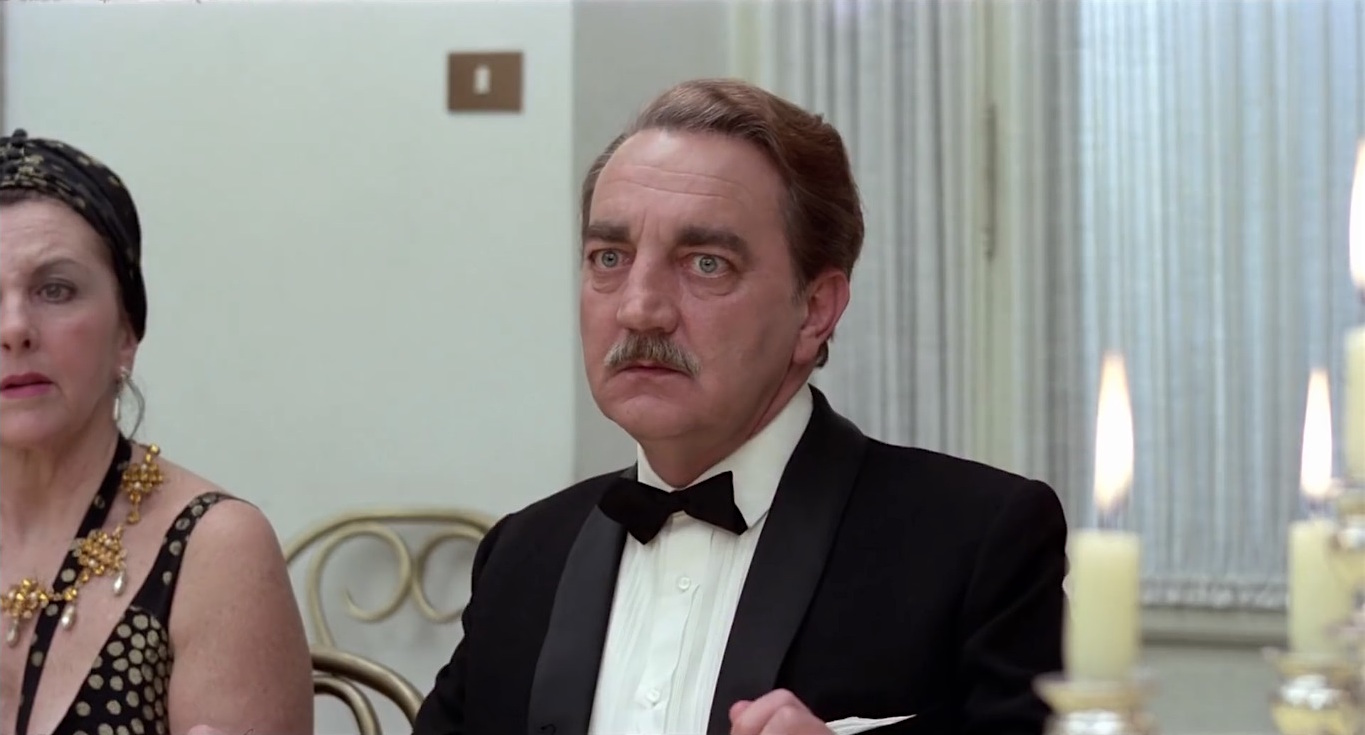
Ugo Bologna nel film Il secondo tragico Fantozzi (1976).

### Cinema
- Spera di sole, regia di Vittorio Brignole (1959)
- Esploratori a cavallo, regia di Angio Zane (1961)
- Sul cammino dei giganti, regia di Angio Zane (1962)
- Banditi a Milano, regia di Carlo Lizzani (1968)
- Milano rovente, regia di Umberto Lenzi (1973)
- Le cinque giornate, regia di Dario Argento (1974)
- La polizia ha le mani legate, regia di Luciano Ercoli (1975)
- Di che segno sei?, regia di Sergio Corbucci (1975)
- Una sera c'incontrammo, regia di Piero Schivazappa (1975)
- Amori, letti e tradimenti, regia di Alfonso Brescia (1975)
- Un prete scomodo, regia di Pino Tosini (1975)
- Faccia di spia, regia di Giuseppe Ferrara (1975)
- L'uomo della strada fa giustizia, regia di Umberto Lenzi (1975)
- Bluff - Storia di truffe e di imbroglioni, regia di Sergio Corbucci (1976)
- Sangue di sbirro, regia di Alfonso Brescia (1976)
- Movie Rush - La febbre del cinema, regia di Ottavio Fabbri (1976)
- Passi furtivi in una notte boia, regia di Vincenzo Rigo (1976)
- Il secondo tragico Fantozzi, regia di Luciano Salce (1976)
- La vergine, il toro e il capricorno, regia di Luciano Martino (1977)
- Ecco noi per esempio..., regia di Sergio Corbucci (1977)
- Tre tigri contro tre tigri, regia di Steno (1977)
- Il... Belpaese, regia di Luciano Salce (1977)
- La presidentessa, regia di Luciano Salce (1977)
- La bidonata, regia di Luciano Ercoli (1977)
- Un cuore semplice, regia di Giorgio Ferrara (1977)
- Piccole labbra, regia di Mimmo Cattarinich (1978)
- Io tigro, tu tigri, egli tigra, regia di Giorgio Capitani e Renato Pozzetto (1978)
- Pugni dollari & spinaci, regia di Emimmo Salvi (1978)
- Zombi 2, regia di Lucio Fulci (1979)
- Da Corleone a Brooklyn, regia di Umberto Lenzi (1979)
- La tua vita per mio figlio, regia di Alfonso Brescia (1980)
- Io e Caterina, regia di Alberto Sordi (1980)
- Ombre, regia di Mario Caiano e Giorgio Cavedon (1980)
- Quando la coppia scoppia, regia di Steno (1980)
- Arrivano i gatti, regia di Carlo Vanzina (1980)
- Ho fatto splash, regia di Maurizio Nichetti (1980)
- Incubo sulla città contaminata, regia di Umberto Lenzi (1980)
- Rag. Arturo De Fanti, bancario precario, regia di Luciano Salce (1980)
- Il viziaccio, regia di Mario Landi (1980)
- Nella città perduta di Sarzana, regia di Luigi Faccini (1980)
- Fracchia la belva umana, regia di Neri Parenti (1981)
- Il falco e la colomba, regia di Fabrizio Lori (1981)
- Spaghetti a mezzanotte, regia di Sergio Martino (1981)
- I fichissimi, regia di Carlo Vanzina (1981)
- Napoli, Palermo, New York - Il triangolo della camorra, regia di Alfonso Brescia (1981)
- In viaggio con papà, regia di Alberto Sordi (1982)
- Cicciabomba, regia di Umberto Lenzi (1982)
- Occhio, malocchio, prezzemolo e finocchio, regia di Sergio Martino (1983)
- Fantozzi subisce ancora, regia di Neri Parenti (1983)
- Sing Sing, regia di Sergio Corbucci (1983)
- Sapore di mare, regia di Carlo Vanzina (1983)
- Sapore di mare 2 - Un anno dopo, regia di Bruno Cortini (1983)
- Il tassinaro, regia di Alberto Sordi (1983)
- Wild beasts - Belve feroci, regia di Franco Prosperi (1984)
- Grandi magazzini, regia di Castellano e Pipolo (1986)
- Yuppies - I giovani di successo, regia di Carlo Vanzina (1986)
- Ho vinto la lotteria di capodanno, regia di Neri Parenti (1989)
- I mitici - Colpo gobbo a Milano, regia di Carlo Vanzina (1994)

### Televisione
- I promessi sposi, regia di Sandro Bolchi – miniserie TV (1967)
- I racconti del maresciallo – miniserie TV, episodio La fine di Flock (1984)
- Due assi per un turbo – serie TV, episodi Colpo di fulmine e L'uomo dal turbante rosso (1987)

## Varietà televisivi
- Giovanna, la nonna del Corsaro Nero, rivista musicale di Vittorio Metz, regia di Alda Grimaldi (Rai, novembre-dicembre 1961)
- Gran varietà, regia di Luciano Salce (Pilantra) (Rete 4, 1983)

### Partecipazione a Carosello
Prese parte inoltre a numerosi episodi della rubrica pubblicitaria televisiva Carosello:
- nel 1959 per i cosmetici e i trucchi Holly e l'antiforfora Banish della Max Factor Hollywood
- nel 1960 insieme a Renée Longarini, Camillo Milli e Renzo Montagnani per il tè Ati; insieme a Ilaria Occhini per la colonia Ca' d'oro della Vidal
- nel 1961 con Gino Bramieri per il rasoio a due testine Philips; con Susanne Loret e Jacques Stany per il sapone Camay della Procter & Gamble
- dal 1963 al 1965 con Nino Manfredi, Franca Tamantini, Anna Campori, Cesare Gelli e Franco Cerri per gli elettrodomestici Philco
- nel 1965 e 1966 per le macchine da cucire Singer
- dal 1966 al 1968 con Nino Manfredi, Ciccio Barbi ed Elio Crovetto per il Segretariato Internazionale della Lana (pura lana vergine)
- nel 1967 per i crackers Gran Pavesi, dell'omonima azienda
- nel 1968 per la grappa Piave della Landy Frères
- nel 1976 insieme a Renzo Ozzano per il liquore Cremidea Beccaro

## Prosa radiofonica Rai
- Angelica, dramma satirico di Leo Ferrero, regia di Gianfranco De Bosio, trasmessa il 17 gennaio 1960.

## Doppiaggio (parziale)

### Cinema
- Bob Smith in Piccola peste torna a far danni[7]
- Arnold Moss in La grande notte di Casanova[8] (ridoppiaggio)

### Film d'animazione
- Coccia di morto e Tre per X in Un uomo chiamato Flintstone
- Daniele ne Il gatto con gli stivali

### Serie TV
- Richard Bull, Frank Ferguson, Rayford Barnes, Michael Rougas e Paul Brinegar in La casa nella prateria[9]
- John Dehner e Ralph Montgomery in Doris Day Show[10]
- Gavin MacLeod in Love Boat
- Neil Hamilton in Batman

### Serie animate
- Capitano Avatar in Starblazers
- Capone, il gorilla in Dotakon
- Signor Gervaso in Tutti in campo con Lotti

## Doppiatori italiani
- Sergio Fiorentini in Milano rovente, Spaghetti a mezzanotte
- Antonio Guidi in La vergine, il toro e il capricorno, Pugni dollari & spinaci
- Gino Donato in Piccole labbra